# Rivière Lavigne
Rivière Lavigne är ett vattendrag i Kanada.   Det ligger i provinsen Québec, i den sydöstra delen av landet, 180 km nordost om huvudstaden Ottawa.
I omgivningarna runt Rivière Lavigne växer i huvudsak blandskog. Trakten runt Rivière Lavigne är nära nog obefolkad, med mindre än två invånare per kvadratkilometer.